# R23z (België)
De R23z is een asymmetrisch gedeelte van de R23, waarvan tussen de Naamsepoort en de Parkpoort de beide rijrichtingen door een park van elkaar gescheiden zijn. De binnenring wordt Naamsevest genoemd en is onderdeel van de R23, de buitenring wordt Erasme Ruelensvest genoemd en kreeg de wegaanduiding R23z. Dit gedeelte van de ring heeft twee rijstroken. De geldende maximumsnelheid is 50 kilometer per uur.

## Traject
De R23z begint aan de Naamsepoort (kruispunt met de N251) en eindigt aan Parkpoort.
R-wegen:
R0 · R1 · R2 · R3 · R4 (R4a · R4z) · R5 (R5a) · R6 · R7 · R8 · R9 · R10 · R11 (R11a) · R12 · R13 · R14 · R15 · R16 · R18 · R20 (R20a · R20b) · R21 (R21a · R21b · R21c · R21d) · R22 (R22a · R22z) · R23 (R23z) · R24 · R25 · R26 · R27 (R27a) · R30 (R30a · R30b) · R31 · R32 · R33 · R34 · R35 · R36 (R36z) · R40 (R40a) · R41 · R42 · R43 · R50 · R51 · R52 · R53 · R54 · R55 · R61 (R61a) · R62 · R70 · R71 · R72 · R73
N-wegen die (gedeeltelijk) een ringweg omvatten:
N1 · N3 · N4 · N6 · N7 · N8 · N9 · N13 · N17 · N27 · N27a · N28 · N29 · N31 · N32 · N34 · N35 · N36 · N37 · N38 · N39 · N41 · N44 · N46 · N47 · N49 · N50 · N55 · N60 · N60d · N70 · N71 · N72 · N73 · N75 · N76 · N78 · N80 · N81 · N82 · N90 · N92 · N113 · N153 · N203 · N203a · N390 · N405 · N416 · N441 · N473 · N498 · N556 · N700 · N712 · N712b · N717 · N722 · N725 · N748 · N750 · N769 · N967